# Dorfkirche Bork

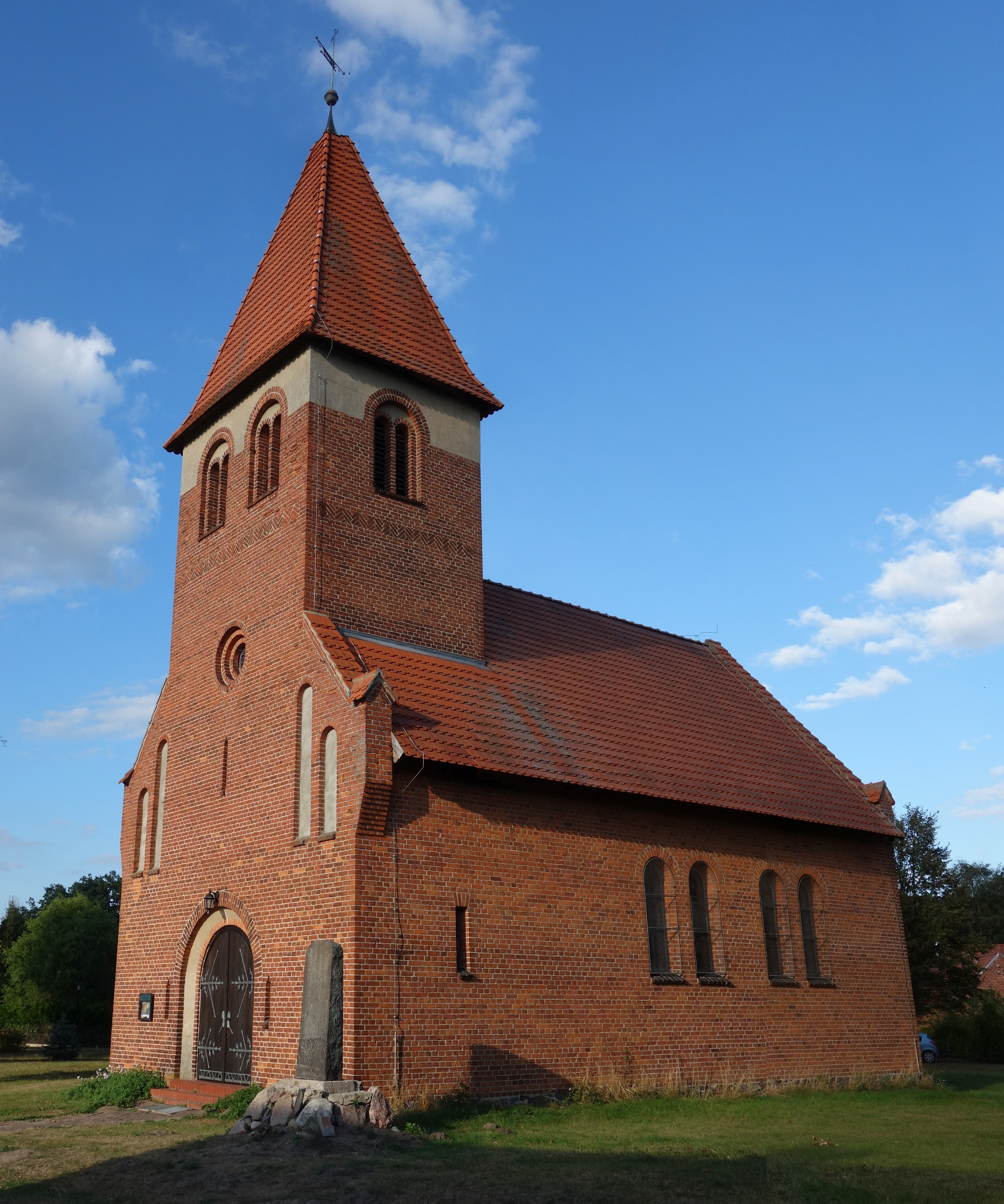
Blick auf die Dorfkirche in Bork von Südwesten; davor das Kriegerdenkmal (2016)

Die Dorfkirche im Kyritzer Ortsteil Bork ist ein neuromanischer Backsteinbau. Sie liegt im brandenburgischen Landkreis Ostprignitz-Ruppin und gehört zur Evangelischen Gesamtkirchengemeinde „Im Herzsprunger Land“, Kirchenkreis Wittstock-Ruppin im Sprengel Potsdam der Evangelischen Kirche Berlin-Brandenburg-schlesische Oberlausitz.

## Lage
Sie steht in der Borker Straße 1 des Dorfes Bork, welches als Ortsteil zu Kyritz gehört.

## Geschichte
Die erste Erwähnung einer Kirche in Bork stammt aus Jahr 1375. Da das Gut Bork vom 15. bis ins 18. Jahrhundert dem Adelsgeschlecht Klitzing gehörte, nach dem Verkauf das Patronat jedoch weiterhin beim Geschlecht lag, wurde Adda von Klitzing verpflichtet, 40 Prozent der Baukosten zu übernehmen oder die entsprechenden Baumaterialien bereitzustellen. Die Kirche wurde 1909 bis 1910 als Ersatz des Vorgängerbaus, einer Fachwerk-Saalkirche mit Bretterturm, nach dem Entwurf von Georg Büttner errichtet und nach dem Bauabschluss im selben Jahr eingeweiht. Im Jahr 1993 wurde eine Restaurierung durchgeführt. 2015/2016 folgte die Restaurierung der Kirchenglocke, wobei sie mit einer elektronischen Läutanlage ausgestattet wurde. Die finanziellen Mittel wurden durch Spenden sowie einen Betrag der Stiftung Preußisches Kulturerbe aufgebracht. Seit Mitte 2016 befindet sich in der Kirche ein kleines Museum, das die Geschichte der Borker Kirche darstellt.
Die Gemeinde Bork-Lellichow ist Teil der Evangelischen Gesamtkirchengemeinde „Im Herzsprunger Land“, im Kirchenkreis Wittstock-Ruppin des Sprengels Potsdam der Evangelischen Kirche Berlin-Brandenburg-schlesische Oberlausitz.

## Beschreibung

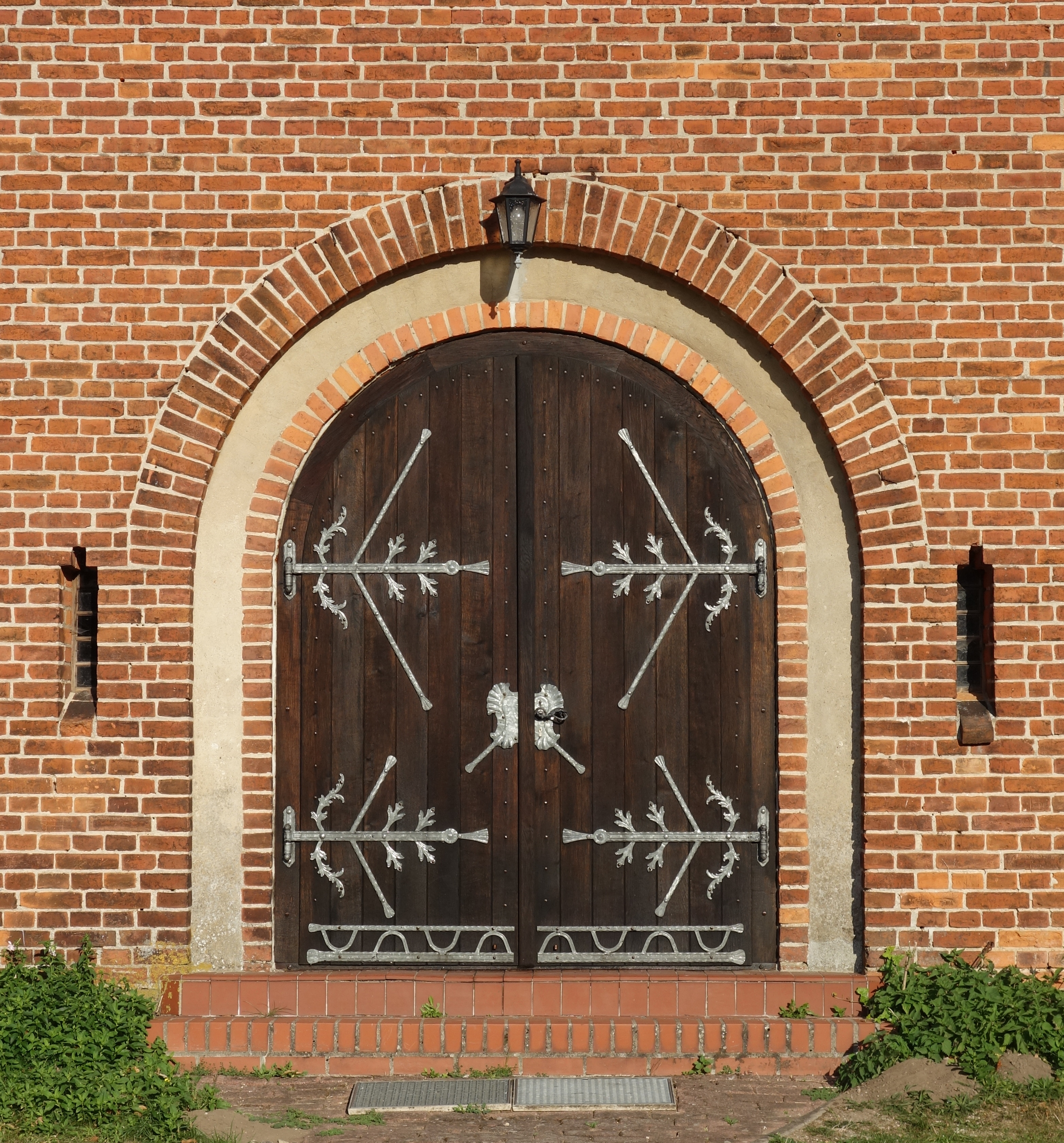
Portal (2016)

Es handelt sich um eine neuromanische Backsteinkirche. Die vierachsige Saalkirche mit Satteldach besitzt in den Fenstern fünf gemalte Kabinettscheiben, wovon zwei sicher auf 1664 datiert werden können.
Der Innenraum ist mit Wandmalereien und einem hölzernen Tonnengewölbe ausgestattet.